# Seymore Butts
Seymore Butts, ou Adam Glasser, né le 18 mars 1964 dans le Bronx, est un réalisateur, producteur et acteur de films pornographiques américain.

## Biographie
Adam Glasser commence par jouer dans les films de John Stagliano avant de prendre un pseudonyme amusant en 1991 : « Seymore Butts ».
Depuis, il a produit des centaines de films et créé sa société « Seymore Butts Home Movies ».
En 2001-2002, l'État de Californie porte plainte contre lui pour obscénité à cause d'un film, Fist-fucking, en 1999. Seymore plaide non coupable pour violation du code pénal de la Californie. Glasser arrive à un accord avec l'État de Californie avant le procès, il paye 1 000 $US pour nuisance publique et l'État abandonne la plainte contre lui.
Il est connu dans le monde pour son émission de télé réalité en 2003 Family Business avec sa mère Lila Glasser et son cousin Stevie Glasser, diffusée sur Showtime aux USA, FX Network en Amérique du Sud, The Movie Network au Canada, en Angleterre sur Channel 4, en France sur Planète choc.
Il a eu un enfant en 1996 avec l'actrice Taylor Hayes. Mais il connaît aussi d'autres relations amoureuses avec Shane, Alisha Klass et Mari Possa. L'histoire avec Mari Possa est montrée dans Family Business. Désormais, sa mère lui demande de trouver une gentille petite fille juive.
Il a signé la pétition Free Speech Coalition contre le gouvernement Bush qui voulait interdire la pornographie aux USA.
Seymore a créé Do-It-Yourself Porn, comment faire son film X.

## Récompenses
- 2005 : AVN Hall of Fame

AVN Awards
- 2001 : AVN Awards Best Group Sex Scene - Video: Mission to Uranus
- 2000 : AVN Awards Best All-Girl Sex Scene - Video: Tampa Tushy Fest
- 2000 : AVN Awards Best Gonzo Series: Seymore Butts
- 1999 : AVN Awards Best Anal Sex Scene - Video: Tushy Heaven
- 1999 : AVN Awards Best Anal-Themed Release: Tushy Heaven
- 1999 : AVN Awards Best Gonzo Series: Seymore Butts
- 1999 : AVN Awards Best Group Sex Scene - Video: Tushy Heaven
- 1998 : AVN Awards Best Anal-Themed Release: Gluteus to the Maximus
- 1998 : AVN Awards Best Group Sex Scene - Video: Gluteus to the Maximus
- 1997 : AVN Awards Best Anal-Themed Release: American Tushy!
- 1997 : AVN Awards Best Group Sex Scene - Video: American Tushy!
- 1996 : AVN Awards Best Gonzo Release: A Pool Party at Seymore's, Parts 1 & 2
- 1996 : AVN Awards Best Interactive CD-ROM - Game: Adventures of Seymore Butts II: In Pursuit of Pleasure
- 1994 : AVN Awards Best Gonzo Release: Seymore Butts in Paradise

XRCO
- XRCO Hall of Fame
- 2004 : XRCO Special Awards: Family Business
- 2004 : XRCO Mainstream's Adult Media Favorite: Family Business
- 1994 : XRCO Best Couple Scene: Seymore & Shane on the loose

## Dans la culture populaire
- L'émission Frontline a fait un documentaire sur sa vie.
- Dans le film The Game, le frère de Nicholas Van Orton (Michael Douglas), Conrad (Sean Penn), prit le pseudonyme de « Seymore Butts » pour prendre rendez-vous.